# Aldo Nadi
Aldo Nadi, född 29 april 1899 i Livorno, död 10 november 1965 i Los Angeles, var en italiensk fäktare.
Nadi blev olympisk guldmedaljör i sabel, värja och florett vid sommarspelen 1920 i Antwerpen.